# NKメジムリェ・チャコヴェツ
NKメジムリェ・チャコヴェツ（NK Međimurje Čakovec）は、クロアチアのメジムリェ郡チャコヴェツをホームタウンとするサッカークラブである。

## 歴史
2003年にメジムリェ郡で創設され、ノヴォ・セロ・ロクのNKオムラディナツからドルガHNLのライセンスを取得した。最初の2003-04シーズンにプルヴァHNL昇格を決め、2004年から2008年までプルヴァHNLに所属した。
2009-10シーズンにプルヴァHNLが16チームに拡大されることから、2008-09シーズンのドルガHNLは上位4チームがプルヴァHNLに自動昇格、5位チームがプルヴァHNL最下位チームとの入れ替え戦に出場するレギュレーションで行われ、5位になったNKメジムリェはNKクロアチア・セスヴェテと入れ替え戦を行う予定であったが、4位のNKスラヴォナツが辞退したため、代わりにNKメジムリェが自動昇格、6位のNKフルヴァツキ・ドラゴヴォリャツが入れ替え戦に出場することになった。1シーズンぶりにプルヴァHNLに復帰したが、1シーズンでドルガHNLに降格した。

## 獲得タイトル
- ドルガHNL：1回
  - 2003-04

## 歴代監督
- ヴィエラン・シムニッチ 2010
- トミスラヴ・イヴコヴィッチ 2010

## 歴代所属選手
- トミスラフ・ドゥイモヴィッチ 2005-2006
- ロベルト・アルヴィジ 2006-2008
- イヴァン・バノヴィッチ 2006-2010